# Ochthocosmus floribundus
Ochthocosmus floribundus là một loài thực vật có hoa trong họ Ixonanthaceae. Loài này được Gleason mô tả khoa học đầu tiên năm 1939.